# Sinalunga
Sinalunga település Olaszországban, Toszkána régióban, Siena megyében. Lakosainak száma 12 068 fő (2023. január 1.). Sinalunga Asciano, Foiano della Chiana, Lucignano, Rapolano Terme, Torrita di Siena, Trequanda és Cortona községekkel határos.

## Népesség
A település lakossága az elmúlt években az alábbi módon változott:
| Lakosok száma | 12 637 | 12 573 | 12 068 |
|               | 2017   | 2018   | 2023   |